# Ivan Rebroff
Ivan Rebroff, echte naam Hans Rolf Rippert (Berlijn, 31 juli 1931 – Frankfurt am Main, 27 februari 2008), was een Duits zanger. In 1953 nam hij de naam Ivan Rebroff aan.

## Levensloop
Rebroff had naar eigen zeggen een Russische moeder en een Duitse vader en groeide op in Belzig en Halle (Saale). Bekend was hij vooral vanwege zijn uitzonderlijk grote bereik van vierenhalve octaaf (met gebruik van falset). Hij had gestudeerd aan de Hochschule für Musik und Theater Hamburg.
Rebroff was fors van gestalte, droeg een volle baard en trad meestal op in Russische folkloristische kledij. Met zijn zeer lage maar toch flexibele basstem, zong hij vaak repertoires met een Russisch-folkloristische inslag, maar ook populaire stukken, opera, operette en musical. De rol van Tevje in Fiddler on the Roof was een van zijn eerste succesrollen.
Hij zong voornamelijk in het Duits en Russisch, maar kende ook andere talen (Frans, Engels, Grieks), die van pas kwamen in zijn internationale carrière. Na een optreden bij Mies Bouwman in het populaire tv-programma Een van de acht, in 1970, was zijn naam ook in Nederland gevestigd. In 2001 trad hij nog op in de Sint-Janskerk in Gouda.
De laatste jaren woonde Rebroff op het Griekse eiland Skopelos. Na een optreden op 9 december 2007 in Wenen belandde hij uitgeput in een kliniek. Hij overleed in februari van het volgende jaar op 76-jarige leeftijd na een ziekbed van enkele weken.
Rebroff was een jongere broer van oorlogsveteraan en sportjournalist Horst Rippert, die in 1944 als Duits oorlogspiloot de Franse oorlogspiloot en schrijver Antoine de Saint-Exupéry uit de lucht geschoten zou hebben.

## Hits
- Abendglocken
- Dank sei Dir, Herr
- Das einsame Glöckchen
- Die Legende von den 12 Räubern
- Eine weiße Birke
- Ich bete an die Macht der Liebe
- Im tiefen Keller
- Kalinka
- Katjuscha
- Mit der Troika in die große Stadt
- Moskauer Nächte
- O Isis und Osiris
- Schwarze Augen (Otschi Tschornyje)
- Stenka Rasin
- The legend of the twelve robbers
- Wenn ich einmal reich wär (uit de musical Anatevka)
- Wolgalied
- Wolgaschlepper

## Discografie

### Ave Maria
| Titel                                             | Drager     | Label          | Datum van uitkomst | land van uitkomst |
| ------------------------------------------------- | ---------- | -------------- | ------------------ | ----------------- |
| Ave Maria                                         | LP 31731-1 | Elisar Records | 1979               | ?                 |
| Ave Maria                                         | MC 31731-2 | Elisar records |                    |                   |
| Ave Maria (Festliche Abendmusik mit Ivan Rebroff) | CD 31731-3 | Elisar records | 9 november 1988    |                   |

- Largo (Ombra mai fu)
- Ave Verum Corpus
- Nun danket alle Gott!
- Air aus der 3. Orchester
- Agnus Dei
- Dank sei Dir, Herr
- Ave Maria
- Die Himmel rühmen
- Caro Mio Ben
- Lobet den Herrn

### Ich bete an die Macht der Liebe
(Je prie à la puissance de l'amour - I pray to the Power of Love)
| Titel                           | Drager | Label          | Datum van uitkomst | land van uitkomst |
| ------------------------------- | ------ | -------------- | ------------------ | ----------------- |
| Ich bete an die Macht der Liebe | MC     | Elisar Records | 1 november 1986    |                   |
| Ich bete an die Macht der Liebe | CD     | Elisar Records | 1 november 1986    |                   |

- Ave Maria
-  Gott lebet noch
- O cessate di piagarmi
-  Nächtliches Ständchen
- Um den Frieden von oben...
- Ich laß Dich nicht
- Still wie die Nacht
- Ich bete an die Macht der Liebe
- Ich liege und schlafe
- Gott rette dein Volk
- Affani del pensiero Agonie
- Komm süßer Tod
- Jesus unser Trost und Leben

### Ivan Rebroff Live in Concert
| Titel                        | Drager | Label | Datum van uitkomst | land van uitkomst |
| ---------------------------- | ------ | ----- | ------------------ | ----------------- |
| Ivan Rebroff Live in Concert | Video  |       |                    |                   |

-  Die Legende von den 12 Räubern
- Katjuscha
- Mit der Troika in die große Stadt
- Wolgalied
- Czardas (Joshy Szalay - Viool)
- Play on, Gypsy (Spiel, Zigeuner)
- Wolgaschlepper
- Ol'Man River
- Nobody knows the trouble I've seen
- Largo aus Xerxes
- Säbeltanz (Serge de Camps / Joshy Szalay)
- Schwarze Augen
- Zwei Gitarren
- Zigeunertänze (Serge de Camps / Joshy Szalay)
- Kosaken-Patrouille
- Anatevka (Highlights)
- Kalinka
- Laras Lied aus "Dr. Schiwago"

### Yvan Rebroff à Moscou
(Franse versie van Krönung einer großen Karriere)
- Nova Durina
-  Metjelitza
- Chanson d'amour dans la tourmente de neige
- Suliko
- Barinja
- Les cloches du soir
- Stenka Rasin
- Doutes
- La pouce
- Une matinée dans la Datscha
- Le long de la Volga
- Sur les bords de la Kasanka
- Les bateliers de la Volga
- La légende des 12 brigands
- Une fois j'avais une cherie
- Brille, mon étoile
- La chanson de la Volga
- Katjusha
- Les nuits de Moscou

### Zauber einer großen Stimme
(Le charme d'une grande voix - Magic of a great voice)
- Schiwago Melodie
- Lebe Dein Leben o Oh Täler weit, oh Höh'n
- Wenn ich einmal reich wär
- Wolgalied
-  'S ist 'mal bei mir so Sitte
- La Montanara
- Abendglocken
- Mein Russland Du bist schön
- Havah Nagila
-  Ol'Man River
- Das einsame Glöckchen
- Kalinka Malinka
- Im tiefen Keller
- Sonny Boy
- Zwei weiße Wolken

### My Russian Homeland
- Otschi tschornyje
- Poljuschko-Polje
- Wdol Po Piterskoj
- Schto Nam Gorje
- Grustj-Toska
- Tjomnaja Notsch
- Poshalej Ty Menja
- Tschorny Woron
- Stepj Da StepjKrugom
- Tschubtschik
- Ech, Dorogi
- Ty, Sarja Moja, Sarja

### Glasnost Perestroika
- Perestroika
- Mütterchen Russland
- Gott rette Dein Volk
- Entlang der Wolga
- Ach Natascha
- Großer alter Don
- Glasnost
- Die Zügel ganz fest in der Hand
- Der Weg von Petersburg nach Nowgorod
- Abendglocken
- Wolga aus Deinen Fluten
- Spiel, Zigeuner

### Komm mit nach Hellas
(Viens avec moi en Hellade - Come with me to Hellas)
Komm mit auf die Reise
- Küsse, bitter wie geharzter Wein
- Drigi, drigi, Mana mou
- Das ist das Fest der großen Rebe
- Zwei weiße Wolken
- Wie gewonnen, so zerronnen
- Als der Mond am Abendhimmel stand
- Maria mit dem gelben Kleid
- Ich tanzte mit Dionysos
- Sag nur s'agapo

### Seine größten Opernerfolge
(Ses grands succès d'opéra - His greatest opera successes)
- Oh Sancta Justitia
- Als Büblein klein
- Fünftausend Taler
- La Calunnia (Verleumdungsarie)
- Auch ich war ein Jüngling
- Salam Aleikum
- O Isis und Osiris
- In diesen heiligen Hallen
- Oh! Ich erstick! Der Atem geht mir aus
- Leb wohl, mein Sohn, ich sterbe
- Ella giammai m'amó (Sie hat mich nie geliebt)
- Infelice...E tuo credevi (Unglückselige, und Du glaubtest)
- Vous qui faites l'endormie (Scheinst zu schlafen Du im Stübchen)

### Musikalische Edelsteine
(Pierreries musicales - Classical gems)
- Hurra, die Schlacht mitgemacht
- S ist mal bei mir so Sitte
- O Sancta Justitia
- Teure Heimat
- Lebe Dein Leben
- La Calunnia
- Barcarole
- Maria
- Als Büblein klein
- Im tiefen Keller
- Jägerchor
- Fünftausend Taler
- Wenn ich einmal reich wär'
- À toi, à moi, l'chaim
- Mütterchen Russland
- Die Moldau
- Ach, ich hab' sie ja nur auf die Schulter geküßt
- Ja, das Schreiben und das Lesen
- Von des Tajos Strand

### Live in Concert
- Stenka Rasin
- In the St. Petersburg Street
- Nobody knows the trouble I've seen
- Ach Vaermeland o mit der Troika in die große Stadt
- Eine weiße Birke
- Spiel Zigeuner
- The legend of the twelve robbers
- Dark eyes
- Ah, si j'étais riche o Lara's theme (Dr. Zhivago)
- Two Guitars
- Kalinka

### Krönung einer großen Karriere
(Crowning of a great Career)
Franse versie is Yvan Rebroff à Moscou
- Nova Durina
- Metjelitza
- Liebeslied im Schneetreiben
- Suliko
- Barinja
- Abendglocken
- Stenka Rasin
- Zweifel
- Der Floh
- Ein Morgen auf der Datscha
- Entlang der Wolga
- An der Kasanka
- Wolgaschlepper
- Die Legende von den 12 Räubern
- Einst hatte ich ein Schätzchen
- Leuchte mein Stern
- Wolgalied
- Katjuscha
- Moskauer Nächte

### Ses plus grands succès
(His greatest Hits)
Geen Duitse versie
- Les yeux noirs
- Patrouille des cosaques
- Dans la rue de St. Petersbourg
- Plaine, ma plaine
- La chanson de Lara (Dr. Zhivago)
- La Seine et la Volga
- Ah, si j'étais riche
- Les 2 guitares
- La légende des 12 brigands
- La cloche monotone
- Les cloches du soir
- Ol'Man River
- Kalinka Malinka
- Qu'il est joli

### Noël Russe
(Russian Christmas)
Geen Duitse versie
- Douce nuit
- Mon beau sapin
- La petite cloche du traîneau
- Je prie à la puissance de l'amour
- Le petit sapin
- Les vèpres russes
- Seigneur, sauve ton peuple
- Ave Maria
- Les cloches du soir
- Les nuits de Moscou
- La cloche monotons
- Prière de Noël d'un cosaque russe
- Brille, mon étoile
- Je ne doute pas de ton amour
- La dance des animaux au crèche de Betléheem

### Festliche Weihnacht
(La fête de Noël - Festive Christmas)
- Glockengeläut
- Stille Nacht, heilige Nacht
- Herbei, o ihr Gläubigen
- Es ist ein Ros entsprungen (Prätorius)
- Vom Himmel hoch, Ihr Englein kommt
- Stacherl, sollst gschwind aufstehn
- Transeamus
- Süßer die Glocken nie klingen
- Still, still, still
- Die Könige
- Alle Jahre wieder
- Auf dem Berge, da wehet der Wind
- Russisches Schlittenlied
- Oh Du fröhliche

### ...und Friede auf Erden
(...et paix aux hommes - ...and peace on Earth)
- Glockengeläut
- O Heiland reiß die Himmel auf
- Verkündigung (Lucas 2/1-20)
- Es kommt ein Schiff geladen
- Maria durch ein Dornwald ging
- Ich steh an Deiner Krippe hier
- Es ist ein Ros entsprungen
- Weihnachtslied
- Knecht Ruprecht
- Weihnachten
- Auf dem Berge, da wehet der Wind
- Der Tanz des Räubers Horrificus
- Du schöne, sel'ge Zeit
- Wie schön bist Du
- Jubilate Deo omnis terra
- Die heilige Nacht
- Heut ist der Heiland für Euch geboren
- In Dulce Jubilo
- Denkt doch, was Einfalt ist
- Advent
- O Jesulein süß
- Christnacht
- Felix kam wieder
- Ich kann das Wunder noch nicht fassen (Ehre sei Gott in der Höhe)

### 75 Jahre Ivan Rebroff
(31 juli 2006)
Disc 1
- Moskauer Nächte
- Kosaken-patrouille
- Abendglocken
- Schwarze Augen
- Alle Priester alle Philosophen
- Largo (Ombra mai fu)
- Bessarabianka
- Ich bete an die Macht der Liebe
- Stenka Rasin
- Eintönig klingt das Glöckchen
- Kalinka Malinka
- Eine weiße Birke
- Der rote Sarafan
- Im tiefen Keller
- Am Brunnen vor dem Tore
- Die Nachtigall
- Havah Nagila
- Ave Verum Corpus
- Doswidanja
- Die Moldau

Disc 2
- Wolgaschlepper
- Schiwago Melodie
- Wenn ich einmal reich wär'
- Die Legende von den 12 Räubern
- Wir laufen dem Glück hinterher
- Air (Aus der 3. Orchester-suite in D-dur)
- Mein Russland bist Du schön
- Sehnsucht
- Die Liebe lebt
- Melodie der Nacht (Mitternacht in Moskau)
- Schön war jede Stunde
- Plaisir d'amour
- Der Floh
- Wenn Du glauben könntest
- Ave Maria
- An der Kasanka
- Wolgalied
- Zwei Gitarren
- Leuchte, mein Stern
- Roter Wein